# DRAGON VOICE
『DRAGON VOICE』（ドラゴンボイス）は、西山優里子による日本の漫画作品。
講談社『週刊少年マガジン』にて連載された。単行本は全11巻。芸能界で活躍するアイドルを題材とした作品である。

## あらすじ
少年・天海凛は、これといってやりたいことも見つからず、友人と路上でアイドルの生写真を売ったり、ダンスを披露したりしながら退屈な日々を過ごしていた。ルックスが良くダンスも上手い凛は、地元ではそこそこの人気者だったが、彼には「ひどいしゃがれ声」という致命的な欠点があった。
自分の声にコンプレックスを抱き、人前で歌を歌うなど考えもつかない凛だったが、アイドルグループ "BEATMEN" （ビートメン）との偶然の出会いが、彼の隠れた素質と歌を愛する心を目覚めさせ、運命を変えてゆく。

## 登場人物

### BEATMEN
天海凛（あまみ りん）
主人公。中学3年生（連載開始当時）。15歳。
1985年7月24日生まれ、血液型B型、身長163cm、体重48kg
まっすぐで、負けず嫌いな性格。一度目標としたことは、どんな無茶をしてもやり遂げる。
顔もそれなりに良く、他人の踊りを見ただけでコピーできてしまうほどのダンスの腕前を持つが、唯一の欠点が「聞く者を驚かせるほどのしゃがれ声」。これといった目標もなく、友人と共にストリートダンスを踊るだけの怠惰な日々を過ごしていたが、ひょんなことからアイドルグループ "BEATMEN" と接点を持ち、グループに入る事に。彼のしゃがれ声は「ドラゴンボイス」と名付けられ、BEATMENの面々の歌声の中で一人異彩を放つが、次第にその欠点を補って余りある個性と魅力を発揮し、他のメンバー達と共に歌を彩ることになる。
父親の純一郎は大手自動車メーカーのエンジニア。母親の沙羅は天才と呼ばれた歌手だったが、夢半ばで事故により夭折した。凛のしゃがれ声は、彼女の死後三日三晩喉が切れるまで大声で泣きながら歌い続け、声帯を傷つけたことが原因である。
サラに惹かれつつも、SEIRENのことが気になっているが…。
作中で、他のメンバー達と共に私立藤宮学園高校に進学。なお、元々学業の成績は悪くはないという設定だったが作中のエピソードに合わせて「勉強は苦手」に変更された。
一人暮らしが長いため料理が得意で、作中でも様々な人物に手料理を振る舞っている。「バック・トゥ・ザ・フューチャー」の大ファンで、本人曰く50回は見ているとのこと。
春日信乃（かすが しの）
BEATMENのリーダー。17歳。パートはバリトン。北海道出身。
温厚で責任感が強く、BEATMENのメンバーにとっては頼りになる兄のような存在。最初に凛の声に注目し、様々な助言を与えた。歌を始めたきっかけは、子供の頃から体が弱く喘息持ちで、治療を兼ねて教会の聖歌隊に入ったことから。基本的には優しい性格だが、時折頑固な一面ものぞかせる。
自身の体の弱さがBEATMENの活動の足を引っ張ると考え、一度は脱退しようとしたが、メンバー達の熱い思いに触れ、復帰を決意した。
趣味は通販で、自室には便利グッズや健康器具が所狭しと並んでいる。
江藤勇吾（えとう ゆうご）
BEATMENのメンバー。15歳。パートはトップテナー。
女の子のようにも見える可愛らしい顔立ちの美少年だが、容姿とは裏腹にクールな性格できつい物言いが目立つ。幼少の頃からモデル・子役として活躍、大手芸能事務所「S-FIELD」に所属していたが物足りなさを感じており、「何か」を見つけるためにBEATMENに加入した。芸能生活が長いこともあって一見すれているようだが、内面には熱い心を秘めている。当初は凛と対立していたが、和解後はよき仲間となる。
岩城豪（いわき ごう）
BEATMENのメンバー。16歳。パートはバス。
見た目も言動も、ワイルドで男らしい。自分の魅力にかなりの自信を持っているらしく、自尊心が強い。
歌舞伎の名門「奥村家」の長男であるにもかかわらず親の反対を押し切ってBEATMENに加入しており、成功への焦りを感じている。伝統芸能の跡取りという立場で育ったため、礼儀にはうるさい昔かたぎな性格である。気の弱い俊生をよくからかって遊んでいる。
弟が一人いる。
田村俊生（たむら としお）
BEATMENのメンバー。16歳。パートはテノール。
東京の高級住宅街に住むお坊ちゃん。見栄っ張りでキザな発言ばかりするが、実際は非常に気が弱い。困難から逃げがちで、年下の凛や勇吾にさえ圧倒されてしまうことも多いが、BEATMENとして数々の危機を乗り越えるうち、次第に逞しく成長していく。豪にはしょっちゅういじめられつつも、一番の仲良しである。
元はピアニストを目指していたが、生来のあがり症と「楽譜通りだがつまらない演奏」と批評されたことが原因で断念。その後BEATMENに加入し、新しい目標を見出した。
両親と2人の姉に溺愛されている。

### REDSHOES
近藤奏（こんどう そう）
BEATMENが所属する弱小音楽事務所「RED SHOES」の社長。40歳。
下品で女好き、だらしないが怖いもの知らずの人物。常に飄々としており、「S-FIELD」にも率先して真っ向から喧嘩を吹っ掛けたり、BEATMENのメンバー達をけしかけたりする。
かつて天海沙羅と、響邦彦と共に「HEAVEN」というバンドを組んでいた。
椎名聖子（しいな せいこ）
BEATMENのマネージャー。28歳。
スリーサイズ94-63-90のナイスバディを持つ姐御肌の美女。BEATMENを売り出すために日々奔走している。見かけによらず料理上手。
学生時代はジュリアナクイーンとして人気を博し、また峠でならした走り屋でもあったらしいが、今は忙しさに追われ彼氏いない歴5年。
強度の近眼だが眼鏡もコンタクトレンズも合わないため、普段は裸眼で過ごしている。
柊ひとみ（ひいらぎ ひとみ）
BEATMENのマネージャー。28歳。
聖子とは高校時代の同級生。スレンダーなモデル体型の美女。
東大法学部卒、スタンフォード大学への社会人留学まで果たした才媛で非常に有能だが、他人に対して厚意で行ったことが何故か全て裏目に出てしまい、周囲の人間を破滅に追い込むことから「周りダイハード」のあだ名を背負う。

### BEATMENのライバル
響邦彦（ひびき くにひこ）
大手芸能事務所「S-FIELD」の社長。36歳。かつては近藤奏、天海沙羅と共に音楽活動をしていた。
BEATMENの才能に脅威を感じており何かと妨害を仕掛けてくるが、その一方で小比類巻の暴走を止めたり、遠回しにアドバイスを与えるなど、彼らを助けるような行動に出ることもある。
小比類巻誠司（こひるいまき せいじ）
響の部下。38歳。
小悪党といった感じの人物で、せこい手を使ってはBEATMENを陥れようとするが、毎回反撃に遭って自滅している。マイセンやジノリなどの高級陶器をコレクションするのが趣味。
妻と2人の娘がいる。
小川涼子（おがわ りょうこ）
響の秘書。26歳。
眼鏡をかけ、長い髪をきっちりとまとめた冷たい感じの女性。聖子をライバル視している。料理も得意だが、腕は聖子の方が上のようである。
SEIREN（セレン）
16歳。アメリカ出身の日本人歌手。
アメリカから鳴り物入りで逆輸入デビューを果たした謎の大型新人。凛に対して何かと思わせぶりな発言をし、彼を惑わせる。
愛らしい美少女で、聴く人全ての心をとろかせてしまう天使の歌声を持つ。作詞・作曲やギターの演奏までこなし、音楽の面では天才であるが運動神経はゼロで、ダンスもままならないらしい。
実はサラの歌手としての姿で、天海沙羅の妹の娘（凛のいとこ）であるが、凛は全く面識がなかったため気づかなかった。クリスマスの夜に凛の前で正体を明かし、想いを通じ合わせた。
後にシャールと共に音楽十字軍に参加し、これがきっかけでノーベル平和賞を受賞したことが最終話で描かれている。
外見のモデルは、連載当時の浜崎あゆみである。
シャール・レム・ガブリエル
BEATMENのメンバー達と同年代の青年。中東出身。DIVINE VOICE（神の声）と呼ばれる歌声を持つ天才歌手。
戦争の絶えない地域に生まれ育ち、人の心に少しでも安らぎと癒しを与えたいという切実な気持ちから歌の道を志した。自分の歌で世界を変えるため、世界的音楽プロジェクト「音楽十字軍」に参加、凛を半ば強引に引き入れようとする。
PRIVEE（プリヴィエ）
S-FIELD所属。楠冬馬、桜庭智臥、ゲルハルト萩原の3人からなる男性アイドルグループ。S-FIELDが最も力を注いで売り出している、BEATMENの最大のライバル。
マジカル娘
S-FIELD所属。「超音戦隊ボイスレンジャー」のライバル番組「マジカル娘 アイ・マイ・ミー♥」に主演した女性アイドルグループ。
メンバーは愛（藤木愛）、舞、美衣子の3人。全員BEATMENのメンバーと同じ藤宮学園高校に通っており、凛、勇吾とはクラスメイトである。
愛はBEATMENのボイスパーカッション修行を手伝ったことがきっかけで、勇吾といい雰囲気になった。

### BEATMENメンバーの家族
天海純一郎（あまみ じゅんいちろう）
凛の父親。40歳。
大手自動車メーカーのエンジニア。役職は部長。長期の海外赴任中で、凛とは離れて暮らしていた。
妻の沙羅がコンサートへ向かう途中に事故死したことから音楽が彼女を殺したと思っており、凛の芸能活動を知った当初は強く反対していたが、凛の歌を愛する心とその姿勢に妻の面影を見出し、やがて応援するようになる。沙羅との馴れ初めは学生時代SF映画を観に行った映画館で隣の席に座ったことがきっかけで、学生結婚だったという。彼のSF映画好きは、息子の凛にも受け継がれている。
天海沙羅（あまみ さら）
凛の母親。
天才と呼ばれた歌手で、かつては近藤奏、響邦彦と共に「HEAVEN」というバンドでボーカルを担当していた。純一郎と結婚し、凛が生まれてからは一線を退いていたが、音楽への気持ちが断ち切れず、純一郎と凛の後押しを得て活動を再開するも、その矢先に飲酒運転の車に撥ねられ夭折した。
奥村藤雀（おくむら とうじゃく）
豪の父親。
歌舞伎の名門「奥村家」の当主。非常に頑固な堅物で、先祖と全く同じことをするのではなく、自分なりの音や舞を自由に演じたいと主張する豪と対立、勘当同然で追い出した。
奥村彩丸（おくむら さいまる）
豪の弟。11歳。
歌舞伎を捨てて家を出た豪に代わり奥村流の跡継ぎとなった。芸名は「雪之介」。兄思いで、豪の踊りの才能を尊敬している。

### その他
サラ・L・クーガー
凛の前にたびたび現れる謎の美少女。天海沙羅を彷彿とさせる優しく柔らかな歌声を持ち、天真爛漫な言動で凛を振り回したり、悩みを解決するためのヒントを与えてくれたりする。
実はSEIRENのプライベートの姿で、天海沙羅の妹の娘（凛のいとこ）であるが、凛は全く面識がなかったため気づかなかった。クリスマスの夜に凛の前で正体を明かし、想いを通じ合わせた。
二葉さくら（ふたば さくら）
インターネット配信の特撮番組「超音戦隊ボイスレンジャー」でBEATMENと共演したアクション女優。15歳。
特撮監督だった亡き父の志を継ぐため、活動を始めた。勝気で男勝りな性格。撮影が進む中で凛にほのかな恋心を抱くようになったが、彼のサラへの想いを知り身を引いた。
名武潤（なたけ じゅん）
「超音戦隊ボイスレンジャー」の監督。彼が担当した現場では必ず大きな事故が起こると言われ、「ハードラック名武」と呼ばれる。
さくらの父の弟子で、彼が遺したボイスレンジャーの構想を、命に代えても形にすると誓っている。
ロラン鈴木（ロランすずき）
近藤奏の師匠で元プロモーター。現在は隠居の身。女好きで、一見ただのスケベ老人のようだが、BEATMENの歌をワンフレーズ聴いただけでメンバーそれぞれの弱点を的確に指摘するなど、実力は確かである。
生前の天海沙羅とも交流があり、自称「天海沙羅ファンクラブ会員No.1」。
石綿邦正（いしわた くにまさ）
凛・勇吾が所属する1年E組の担任。担当教科は数学。授業態度は厳しく頭が固いが、非常に生徒思いである。通称「イシアタマ先生」。
瀬名一哉（せな かずや）
凛・勇吾のクラスメイト。モデル兼俳優。長髪のお耽美な外見で、まるで詩のような気取った喋り方をする。何故か凛のことを気に入っているらしい。
窪倉光輝（くぼくら みつてる）
信乃のクラスメイトで、藤宮学園高校野球部のキャプテン。芸能人に良い印象を持っておらずBEATMENと揉めたこともあったが、彼らの音楽活動に対する真摯な姿勢と情熱を知り、和解した。

## 単行本
少年マガジンKC
1. 2001年5月17日刊行　ISBN 4-06-312975-6
2. 2001年6月15日刊行　ISBN 4-06-312983-7
3. 2001年8月10日刊行　ISBN 4-06-313010-X
4. 2001年11月16日刊行　ISBN 4-06-313045-2
5. 2002年1月17日刊行　ISBN 4-06-313068-1
6. 2002年4月17日刊行　ISBN 4-06-313094-0
7. 2002年6月17日刊行　ISBN 4-06-363118-4
8. 2002年8月16日刊行　ISBN 4-06-363137-0
9. 2002年11月15日刊行　ISBN 4-06-363170-2
10. 2003年1月17日刊行　ISBN 4-06-363195-8
11. 2003年3月17日刊行　ISBN 4-06-363216-4